# Les Espions (roman)
Pour les articles homonymes, voir Les Espions.
Les Espions (titre original (de) : Spione) est un roman de l'auteur et scénariste allemande Thea von Harbou paru en 1928.
Le roman est traduit en français la même année.

## Édition française
- Thea von Harbou, Les Espions, traduit de l'allemand par Mathilde Zeys, Éditions Cosmopolites, coll. « Collection du Lecteur », 1928, 253 p. (Réédité en 2008 par les éditions PALEO)

## Adaptation cinématographique
- 1928 : Les Espions, film muet allemand d'espionnage écrit et réalisé par Fritz Lang en collaboration avec l'auteur du roman éponyme qui est également la femme du réalisateur.